# هوبير باركر
هوبير باركر (بالإنجليزية: Hubert Parker)‏ هو سياسي أسترالي، ولد في 16 أكتوبر 1883 في برث في أستراليا، وتوفي في 26 يوليو 1966 في أستراليا. حزبياً، نشط في Nationalist Party (Australia) ‏. وقد انتخب عضو الجمعية التشريعية لأستراليا الغربية.